# Радомская губерния
Радомская губерния (пол. Gubernia radomska) — губерния Привисленского края (Царства Польского) Российской империи (1844—1917).
Столица губернии — губернский город — Радом.

## История
Образована в 1844 году при слиянии Сандомирской и Келецкой губерний. В 1867 году отделена часть территории (менее половины) для вновь образованной Келецкой губернии и Бенденский уезд передан Петроковской губернии; оставшаяся часть была разделена на семь уездов: Илжецкий, Козеницкий, Конский, Опатовский, Опоченский, Радомский и Сандомирский.

## Географическое положение
Границы губернии: с Севера — Петроковская и Варшавская губернии, от которых она отделена рекой Пилицей, с Востока — губернии Люблинская и Седлецкая, от которых её отделяет Висла, с Запада — Петроковская губерния; с Юга и Юго-Запада — Австро-Венгрия (Галиция) и Келецкая губерния. Северная часть губернии представляет равнину, которая, постепенно возвышаясь по направлению к Югу, оканчивается Сандомирской возвышенностью. В Опатовском уезде тянется горный хребет Лысогур. Много железных руд; горная промышленность развита. Особенно много железоделательных заводов по течению реки Каменная (приток реки Вислы).

## Административное деление
В начале XX века в состав губернии входило 7 уездов, 10 городов, 52 посада, 144 гмины.
| № | Уезд         | Уездный город        | Площадь, вёрст² | Население (1897), чел. |
| - | ------------ | -------------------- | --------------- | ---------------------- |
| 1 | Илжецкий     | Илжа (4230 чел.)     | 1583,6          | 110 552                |
| 2 | Козеницкий   | Козеницы (6882 чел.) | 1654,7          | 110 670                |
| 3 | Конский      | Конск (8130 чел.)    | 1665,3          | 118 921                |
| 4 | Опатовский   | Опатов (6603 чел.)   | 1492,9          | 127 380                |
| 5 | Опоченский   | Опочно (6079 чел.)   | 1628,0          | 100 451                |
| 6 | Радомский    | Радом (29 896 чел.)  | 1780,6          | 146 779                |
| 7 | Сандомирский | Сандомир (6556 чел.) | 1048,9          | 100 194                |

## Руководство губернии

### Губернаторы
| Ф. И. О.                        | Титул, чин, звание                                                                        | Время замещения должности |
| ------------------------------- | ----------------------------------------------------------------------------------------- | ------------------------- |
| Хенрик Деболи                   |                                                                                           | 23.02.1837—18.02.1839     |
| Бехтеев Александр Алексеевич    | действительный статский советник                                                          | 18.02.1839—28.03.1845     |
| Белоскурский Эдуард Кильянович  | действительный статский советник                                                          | 28.03.1845—02.05.1856     |
| Опперман Леонтий Карлович       | граф, генерал-майор                                                                       | 02.05.1856—01.08.1862     |
| Островский Александр            | граф, тайный советник                                                                     | 01.08.1862—02.05.1863     |
| Станислав Пионтковский          |                                                                                           | 02.07.1863—06.01.1864     |
| Феньшау Константин Фёдорович    | генерал-майор                                                                             | 06.01.1864—27.06.1865     |
| Анучин Дмитрий Гаврилович       | генерал-лейтенант                                                                         | 09.07.1865—07.12.1879     |
| Долгоруков Василий Михайлович   | князь, в звании камергера, действительный статский советник, и. д. (утверждён 15.09.1880) | 01.01.1880—07.10.1883     |
| Толочанов Аркадий Андреевич     | тайный советник                                                                           | 15.10.1883—17.06.1888     |
| Майлевский Михаил Александрович | тайный советник                                                                           | 12.07.1888—28.10.1895     |
| Подгородников Иван Григорьевич  | тайный советник                                                                           | 04.11.1895—20.05.1899     |
| Щировский Евгений Павлович      | действительный статский советник                                                          | 01.07.1899—17.06.1906     |
| Засядко Дмитрий Иванович        | действительный статский советник                                                          | 17.06.1906—1915           |
| Брянчанинов Владимир Николаевич | статский советник                                                                         | 1915—1917                 |

### Вице-губернаторы
| Ф. И. О.                           | Титул, чин, звание                      | Время замещения должности |
| ---------------------------------- | --------------------------------------- | ------------------------- |
| Толочанов Аркадий Андреевич        | надворный советник                      | 16.03.1866—30.07.1871     |
| Фрибес Александр Викентьевич       | действительный статский советник        | 30.07.1871—09.06.1878     |
| Севастьянов Михаил Николаевич      | действительный статский советник        | 09.06.1878—15.12.1883     |
| Буксгевден Рудольф Оттонович       | барон, действительный статский советник | 15.12.1883—10.05.1899     |
| Гаффенберг Гаральд Иванович        | действительный статский советник        | 24.05.1899—09.07.1905     |
| Рейнгард Иван Александрович        | полковник (генерал-майор)               | 20.08.1905—1914           |
| Долгово-Сабуров Николай Николаевич | действительный статский советник        | 1914—1917                 |

## Население

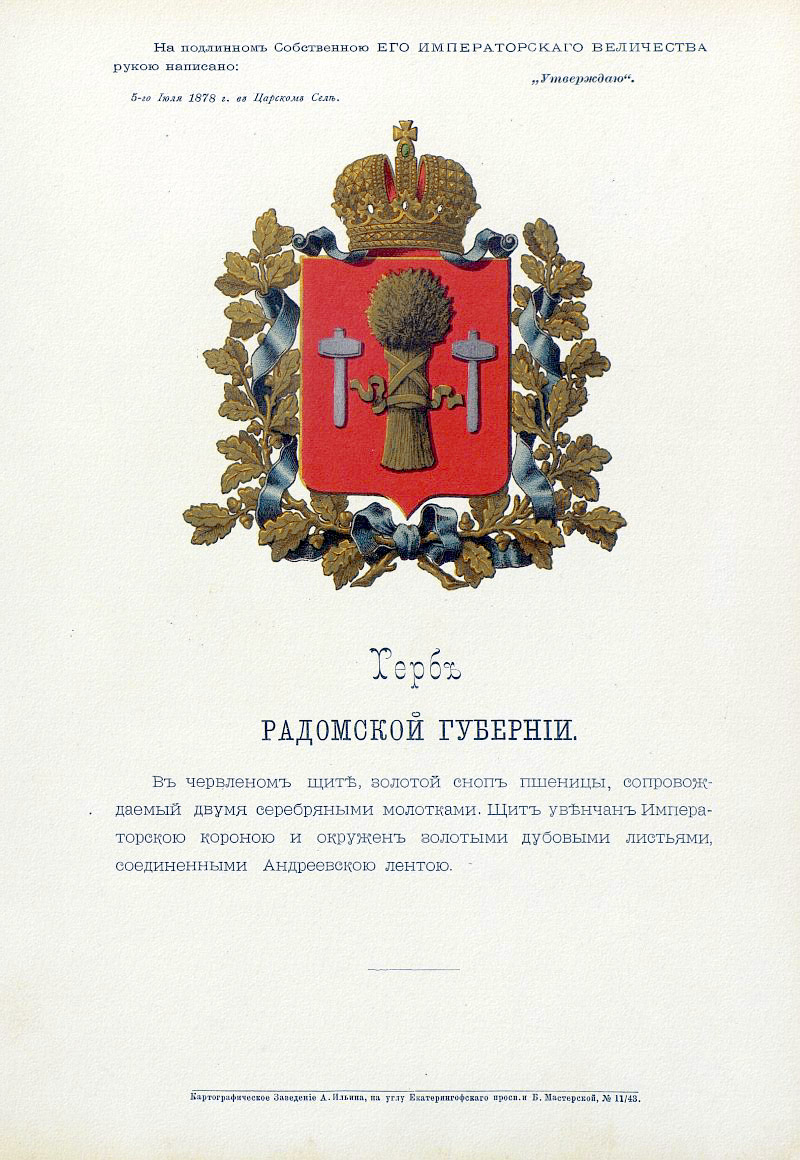
Герб губернии c оф.описанием, утверждённый Александром II (1878)

Национальный состав в 1897 году:
| Уезд             | поляки | евреи  | русские | немцы |
| ---------------- | ------ | ------ | ------- | ----- |
| Губерния в целом | 83,6 % | 13,8 % | 1,2 %   | 1,1 % |
| Илжецкий         | 88,6 % | 10,4 % | …       | …     |
| Козеницкий       | 81,7 % | 12,4 % | 1,9 %   | 3,2 % |
| Конский          | 82,6 % | 15,6 % | 1,2 %   | …     |
| Опатовский       | 83,3 % | 16,3 % | …       | …     |
| Опоченский       | 88,3 % | 10,0 % | …       | 1,6 % |
| Радомский        | 80,9 % | 14,2 % | 2,8 %   | 1,2 % |
| Сандомирский     | 80,6 % | 16,7 % | 1,3 %   | …     |

## Сельское хозяйство
Большая часть площади губернии состоит из плодородных земель, вполне удобных для земледелия, которое и служит главным занятием населения. Из 1 059 602 дес. всей площади губернии усадебной земли 32 158, пахотной 512 527, сенокосной 68 957, пастбищ и выгонов 65 694, под огородами 14 417, под садами 7490, под лесами 286 738 дес.; неудобной земли 71 421 дес. Система полеводства в мелкопоместных и крестьянских владениях преимущественно трехпольная; в крупных помещичьих хозяйствах введены плодопеременные и др. усовершенствованные системы с искусственным удобрением полей. Вообще сельскохоз. культура здесь постепенно улучшается не только в помещичьих, но и в крестьянских хозяйствах. Преобладающие хлебные растения — рожь, овес, пшеница, ячмень; кроме того, много сеют и картофеля. В крупных землевлад. имениях хлебные растения постепенно заменяются травосеянием и возделыванием сурепицы, свекловицы, хмеля и др. Лён и пенька возделываются почти исключительно в крестьянских хозяйствах. В среднем озимой пшеницы сеется 46 000 чет., урожай 250 тыс. чет., яровой — посев 500 чет., урожай 2 тыс. чет., ржи посев 323 тыс. чет., сбор 1,4 млн чет., овес — 140 и 800 тыс. чет., ячмень — 60 и 310 тыс. чет., гречиха — 10 и 30 тыс. чет., остальные хлеба 50 и 200 тыс. Сена собирается до 700 тыс. пд., что вполне достаточно для местного потребления. Огородничество и садоводство не имеют промышленного значения. Скотоводство составляет главнейшую вспомогательную отрасль сельского хозяйства. В 1897 году насчитывалось в губернии крупного рогатого скота до 241 000 гол., лошадей 116 000, овец 175 000, свиней 120 000, телят до 50 000. Коровы местного происхождения мелки; овцеводство тонкорунное встречается лишь в крупных хозяйствах.

## Промышленность и торговля
Фабрично-заводская промышленность увеличивается с каждым годом. К 1897 году насчитывалось 1300 фабрик и заводов с 11 000 рабочих и суммой производства до 15 млн р. Наибольшей производительностью отличаются железоделательные, чугуноплавильные и сталелитейные заводы; их 42, с 6013 рабочих и производством в 8900 тыс. р. Второе место по сумме производства (1500 тыс. р.) занимают 2 свеклосахарных завода. с 807 раб. Вывозная торговля Р. губернии ограничивается почти одним отпуском хлеба, яиц и семян за границу через Сандомирскую и Завихостскую таможни, расположенные в районе Р. губернии; всего вывезено в 1897 году товаров на 1/2 млн р., привоз же не превышал 50 000 р. Внутренняя торговля производится на 331 ярмарке (55 в городах, 279 в посадах), общий оборот которых достигает 5 млн р. На этих ярмарках производится главным образом продажа предметов домашнего хозяйства, за исключением лошадиной ярмарки в пос. Скарышеве Радомского уезда

## Культура
Православных церквей 6, римско-католич. 282 (в том числе мужской и женский м-ри), лютер. 15. Синагог 93. Учебн. заведений 418, учащихся 19 266 об. пола (5277 дев). 1 мужск. и 1 женск. гимназии, 1 мужск. и 1 женск. прогимназии, 1 учител. семинарии с образцов. при ней училищем, 1 дух. семинарии, 10 частных учебных заведений (в том числе 1 двухклассное евр. училище), 154 начальн. училища, 16 воскресно-ремесленных, 231 евр. хедер. Содержание всех городских и сельских училищ обходится до 60 000 руб. в год. Библиотек 3 (2 в Радоме и одна в Сандомире); кроме того, имеются библиотеки полковые и при учебных заведениях. Книжных магазинов 10, типо- и литографий 2. Богаделен 6 (по 2 в Радоме и Сандомире и по 1 в Опочне и Сташове), детских приютов 4; на содержание богаделен и приютов в 1897 году израсходовано 32 500 р.

## Железные дороги
В пределах губернии пролегает Ивангородо-Домбровская железная дорога, проходящая в двух направлениях: 1) от ст. Ивангород через ст. Радом до ст. Бзин — 85 вёрст и 2) от ст. Колюшки Варшавско-Венской железной дороги чрез Бзин до деревни Бодзехов — 1 541/2 версты.
Государственное шоссе 214 вёрст, земских дорог 2200 вёрст. 13 почтово-телеграфных и 19 почтовых учреждений.
По окончательному подсчету переписи 1897 году в Радомской губернии жителей 814 947 (406 449 мужчин и 408 498 женщин), из них в городах 100 230; в губернском городе Радоме 29 896 жителей, в остальных число жителей не превышает 10 тыс. Поляков в губернии 681 061 (или 84 %), евреев — 112 123 (14 %), остальные русские (большей частью в городах), немцы и другие. Свыше 50 % городского населения (50 671) состоит из евреев. Почти все поляки — римско-католики, русские — православные, немцы — протестанты. По данным центрального статистического комитета, в 1905 году в Радомской губернии было 917 200 жителей.